# بالميتو
بالميتو (بالإنجليزية: Palmetto)‏ هي مدينة أمريكية تقع في ولاية فلوريدا. تبلغ مساحة هذه المدينة 11.5 (كم²)،ويبلغ عدد سكانها 12571 نسمة حسب إحصاء سنة 2010 م 12571.تشير إحصاءات سنة 2000م بأن الكثافة السكانية في هذه المدينة تقدر بـ(1093.1) نسمة/كم2 

## أعلام
- جورج ديكي
- جيك جاكوبس
- كيث سميث